# Eupompe (Néréide)
Pour les articles homonymes, voir Eupompe (homonymie).
Dans la mythologie grecque, Eupompe (en grec ancien Εὐπόμπη / Eupómpê) est une Néréide, fille de Nérée et de Doris, citée par Hésiode dans sa liste de Néréides. 

## Fonctions
Eupompe est désignée comme la Néréide de « la belle procession », peut-être en référence aux voyages religieux vers les sanctuaires insulaires.

## Famille
Les parents d'Eupompe sont le dieu marin primitif Nérée, surnommé le vieillard de la mer, et l'océanide Doris. Elle est l'une de leur multiples filles, les Néréides, généralement au nombre de cinquante, et a un unique frère, Néritès. Pontos (le Flot) et Gaïa (la Terre) sont ses grands-parents paternels, Océan et Téthys ses grands-parents maternels.

## Évocation moderne

### Zoologie
Le genre d'annélides des Eupompe tient son nom de la Néréide.